# Osredek, Zagorje ob Savi
Osredek je naselje v Občini Zagorje ob Savi.